# 빅토르 파차예프

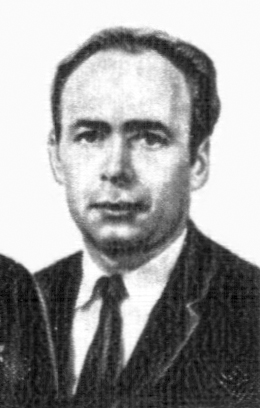

빅토르 이바노비치 파차예프(러시아어: Ви́ктор Ива́нович Паца́ев, 1933년 6월 19일 ~ 1971년 6월 30일)는 소비에트 연방의 우주 비행사이다.
그는 소유스 11호로 우주에 갔으며, 게오르기 도브로볼스키와 블라디슬라프 볼코프와 함께 유인우주 비행 중 사망하였다. 우주선의 대기권 재돌입은 정상적으로 이루어졌지만, 지상작업원이 캡슐을 열 때 3명은 이미 사망했다. 조사 결과 궤도를 떠나기 직전에 밸브가 열려 캡슐 내의 공기가 우주로 빠져나가, 3명 모두 질식사했던 것으로 나타났다.
도브로볼스키의 유골은 모스크바 붉은 광장에 크렘린 성벽에 납입되었다. 소행성 1791 파차예프는 그의 이름에서 유래한 것이다.